# Västlig brosklav
Västlig brosklav (Ramalina cuspidata) är en lavart som först beskrevs av Erik Acharius och fick sitt nu gällande namn av William Nylander. 
Västlig brosklav ingår i släktet Ramalina och familjen Ramalinaceae.  Arten är reproducerande i Sverige. Inga underarter finns listade i Catalogue of Life.